# Dunaliella
Dunaliella è un genere di alghe della famiglia delle Dunaliellaceae. Le specie di Dunaliella sono alghe verdi (Chlorophyceae) unicellulari, dotate di motilità, di forma lineare o ovoidale (9−11 µm), comuni nelle acque marine.

## Specie
La specie più conosciuta è Dunaliella salina, estremamente alofila, che tinge di rosso i laghi particolarmente salati.
Dunaliella tertiolecta è un'alga verde flagellata di dimensioni 10−12 µm. 
Questa specie è considerata una possibile fonte per la produzione di biocombustibile (biodiesel), grazie alla crescita rapida e alla rilevante percentuale lipidica (fino al 23%).
Una nuova specie di Dunaliella è stata scoperta nel 2010 nelle grotte del Deserto di Acatama, in Cile, e per questo nomenclata D. atacamensis. Le alghe crescono lungo le ragnatele all'interno degli anfratti rocciosi e sopravvivono grazie alla condensa che vi si deposita sopra.